# 希恩群島
67°22′S 59°46′E / 67.367°S 59.767°E
希恩群島（英語：Sheehan Islands）是南極洲的群島，屬於威廉斯科斯比群島的一部分，處於艾拉島東南面，該群島在1931年2月18日由探險隊發現，挪威製圖師根據該國探險隊的空中照片把群島繪入地圖。